# Bulbophyllum cumingii
Bulbophyllum cumingii es una especie de orquídea epifita originaria de Asia.

## Descripción
Es una orquídea de pequeño tamaño que prefiere el clima cálido, con hábitos epifita con pseudobulbos con 4 caras, ascendentes oblongo-ovoides,  brillantes que llevan una sola hoja apical, coriácea, oblongo-elíptica, de ápice redondeado, estrechándose gradualmente abajo en la  base peciolada. Florece en una inflorescencia basal, delgada, nervuda, roja de 15 cm de largo, con 10-12 flores , la inflorescencia umbelada con unas brácteas erectas y linear-lanceoladas, con todas las flores con olor fétido que se producen en el verano.

## Distribución y hábitat
Se encuentra en las Filipinas y Sabah en Borneo en las tierras bajas en bosques mixtos sobre los manglares y en las laderas del bosque seco hasta una altitud de 500 metros.

## Taxonomía
Bulbophyllum cumingii fue descrita por (Lindl.) Rchb.f. y publicado en Annales Botanices Systematicae 6: 261. 1864.
Etimología
Bulbophyllum: nombre genérico que se refiere a la forma de las hojas que es bulbosa.
cumingii: epíteto otorgado en honor del botánico Hugh Cuming.
Sinonimia
- Bulbophyllum amesianum (Rolfe) J.J.Sm.
- Bulbophyllum stramineum Ames
- Cirrhopetalum amesianum Rolfe
- Cirrhopetalum cumingii Lindl.
- Cirrhopetalum stramineum (Ames) Gagnep.
- Phyllorchis cumingii (Rchb. f.) Kuntze
- Phyllorkis cumingii (Lindl.) Kuntze[3][4]